# Giuseppe Sabadini
Giuseppe Sabadini (ur. 26 marca 1949) – włoski piłkarz występujący na pozycji pomocnika.

## Kariera klubowa
Sabadini zawodową karierę rozpoczynał w 1965 roku w Sampdorii. W 1967 roku awansował z klubem z Serie B do Serie A. W 1971 roku odszedł do zespołu AC Milan. W 1972, 1973 oraz 1977 zdobył z nim Puchar Włoch. W 1973 roku wygrał z nim także rozgrywki Pucharu Zdobywców Pucharów. W 1978 roku przeszedł do US Catanzaro. W 1983 roku trafił do Calcio Catanii. W 1984 roku został graczem drużyny Ascoli Calcio, gdzie w 1986 roku zakończył karierę.

## Kariera reprezentacyjna
W reprezentacji Włoch Sabadini zadebiutował 31 marca 1973 w bezbramkowo zremisowanym meczu eliminacji Mistrzostw Świata 1974 z Turcja. W 1974 roku został powołany do kadry na Mistrzostwa Świata. Nie zagrał na nich w żadnym meczu, a Włosi odpadli z turnieju po fazie grupowej. W latach 1973–1974 w drużynie narodowej Sabadini rozegrał w sumie 4 spotkania.